# Ivonne González
Ivonne González Rodríguez (Bogotá, 29 de junio de 1980) es una política colombiana.
Es experta en derechos humanos y resolución de conflictos. Actualmente ejerce como Asesora de la Procuraduria General de la Nación (Colombia) como Coordinadora del Grupo de Seguimiento Legislativo. Ex Codirectora Nacional del Partido Liberal Colombiano, candidata a la Cámara de Representantes de Colombia (2014), Directora de Derechos Humanos del Ministro del Interior (2016-2018) Directora de Derechos Humanos y Alta Consejera de Paz, Víctimas y Reconciliación de la Alcaldía Mayor de Bogotá (2021-2023), Directora del Museo de Memoria de Colombia (2024), Directora de Asuntos Legislativos del Ministerio del Interior (2024 - 2025) entre otros roles públicos.

## Estudios
González es profesional en Finanzas y Relaciones Internacionales con estudios de especialización en Resolución de Conflictos en la Pontificia Universidad Javeriana, y estudios en Liderazgo y Gobernanza y Estrategias de Campaña en la Universidad George Washington en Washington D. C., Estados Unidos  un Master Business Administration (MBA) por la Universidad de La Rioja y un Maestria en Gestión y Tecnología Ambiental de la European Business School - EUDE. Hizo parte de la OEA en la misión de Observación Electoral Guatemala 2011. Fue becaria del Programa de Liderazgo Internacional del Instituto Nacional Demócrata (NDI), así mismo, del Programa de Visitantes Líderes Internacionales del Departamento de Estado de Estados Unidos y del Executive Leadership Program de MBR School Government de Emiratos Árabes Unidos en 2025. 

## Carrera política
Ivonne González militó activamente en la Organización Nacional de Juventudes Liberales, órgano de juventudes del Partido Liberal. Entre otras responsabilidades, fue Presidenta de la Asamblea de Juventudes Liberales de Bogotá (2007-2008), primera Veedora Nacional de la organización (2008) y coordinadora de su Escuela de Formación Política (2008-2009). En 2009 realizó de manera exitosa su transición al componente de participación femenina de su partido, al ser elegida Secretaria Nacional de Participación de Mujeres (2009-2011) por el Congreso Nacional Liberal. En 2011, ante la renuncia de Rafael Pardo Rueda a la Dirección Nacional del Partido Liberal, González formó parte de la Dirección Nacional colegiada que condujo al partido a su siguiente convención nacional. En dicha convención, Ivonne González lideró la creación de la Organización Nacional de Mujeres Liberales y fue elegida como su primera Directora Nacional (2011-2013). Desde este cargo, González desempeñó un papel significativo en la descentralización del nivel nacional en la toma de decisiones de la participación política de las mujeres en su partido, la formación internacional de lideresas, así como en el debate nacional sobre la reelección del procurador general Alejandro Ordóñez y es la primera mujer en poner en la agenda liberal el apoyo al proceso de paz liderado por Juan Manuel Santos. En el ámbito internacional, González resultó elegida como Vicepresidenta de la Internacional Socialista de Mujeres y también Vicepresidenta de mujeres de la COPPPAL en 2012.
Tras entregar la Dirección Nacional de Mujeres Liberales en 2013, González emprendió su primera campaña electoral como candidata a la Cámara de Representantes por el Distrito Capital en las elecciones legislativas de 2014.  Pese a que no obtuvo la victoria, González se mantuvo activa en la política capitalina participando en la campaña reeleccionista del Presidente Juan Manuel Santos, que lideró en Bogotá el exministro Rafael Pardo y en el ámbito nacional haciendo parte de la avanzada política de la campaña. En 2015, formó parte de la directiva de la campaña de Pardo a la Alcaldía de Bogotá como Gerente Territorial.
Ivonne González se ha desempeñado en diversos cargos de la administración pública, como asesora de seguridad de la Alcaldía Menor de Usaquén, Bogotá (2009-2011), asesora del ICBF en temas de género y RRII (2011), asesora del Ministro de Trabajo Rafael Pardo Rueda para el diseño de políticas de empleo juvenil y relaciones con el Congreso (2012-2013), asesora del Ministro del Interior Juan Fernando Cristo con funciones como directora de la Casa del Alcalde y el Gobernador (2014-2015), asesora del Alto Consejero para el Postconflicto, DDHH y Seguridad en asuntos territoriales y de participación ciudadana y desde agosto de 2016 a 2018 lideró la Dirección de Derechos Humanos del Ministerio del Interior. Desde este escenario fue la responsable de abanderar la formulación, seguimiento y evaluación de los componentes de la política nacional integral de Derechos Humanos y DIH, así como diseñar todo lo relacionado al componente de DDHH del Acuerdo de Paz con las FARC, entre otros. Desde abril de 2019 a agosto de 2020 desde donde se ejerce la magistratura moral, coordinó todo lo concerniente al proceso de reincorporación de las FARC, como asesora del Defensor del Pueblo Carlos Negret.
A partir de septiembre de 2020 llega a la Administración de la Alcaldesa Claudia López Hernández asumiendo la Subdirección de Asuntos Étnicos de la Secretaria Distrital de Gobierno. En el mes de abril de 2021 asumió la Dirección de Convivencia y Diálogo Social, luego Directora de Derechos Humanos y por último como Alta Consejera de Paz, Víctimas y Reconciliación de la Alcaldía Mayor de Bogotá.
En enero de 2024 asume la Dirección del Museo de Colombia en el Centro Nacional de Memoria Histórica y a partir de Septiembre es la nueva Directora de Asuntos Legislativos del Ministerio del Interior hasta el año 2025 donde se suma al equipo del nuevo Procurador General de la Nación, Gregorio Eljach como asesora de despacho para Coordinador el Grupo de Seguimiento Legislativo de la entidad.
1. ↑  «Ivonne Gonzáles fue elegida Secretaria Nacional de Mujeres del Partido Liberal Colombiano (PLC) | Red de Partidos Políticos». nicaragua.ndi.org. Archivado desde el original el 21 de agosto de 2016. Consultado el 16 de agosto de 2016.
2. ↑  «“Dejo el Partido Liberal siendo la fuerza política con mayor votación en Colombia”, Rafael Pardo». 17 de noviembre de 2011. Archivado desde el original el 14 de agosto de 2016. Consultado el 16 de agosto de 2016.
3. ↑  «Primer encuentro nacional de diputadas liberales». Consultado el 16 de agosto de 2016.
4. ↑  «'Mujeres liberales' piden a sus senadores "coherencia" al elegir procurador». www.semana.com. Consultado el 16 de agosto de 2016.
5. ↑  «Crece oposición en Partido Liberal a reelección de Alejandro Ordóñez». Consultado el 16 de agosto de 2016.
6. ↑  Mujeres, Red Nacional de. «Me pongo la camiseta de las mujeres - Humberto de la Calle». Archivado desde el original el 15 de septiembre de 2016. Consultado el 16 de agosto de 2016.
7. ↑  «Mujeres Liberales apoya la reelección del presidente Santos». 24 de noviembre de 2013. Consultado el 16 de agosto de 2016.
8. ↑  «Mujeres liberales de Colombia, en mesa directiva de la Coppal  - Partido Liberal Colombiano». partidoliberalcolombiano.info. Archivado desde el original el 15 de agosto de 2016. Consultado el 16 de agosto de 2016.
9. ↑  Radio, Caracol (28 de febrero de 2014). «Necesitamos la plata de la guerra para salvar vidas: Ivonne González». Caracol Radio. Consultado el 16 de agosto de 2016.
10. ↑  «El círculo de Pardo | La Silla Vacía». lasillavacia.com. Consultado el 16 de agosto de 2016.
11. ↑  «Función Pública». www.funcionpublica.gov.co. Consultado el 14 de septiembre de 2019.
12. ↑  «El legado de paz y reconciliación de la Alta Consejería de Bogotá». 10 de diciembre de 2023.
13. ↑  «Ivonne Gónzález Rodríguez es la nueva directora del Centro Nacional de Memoria Histórica». 19 de enero de 2024.
14. ↑  «Bogotá se la juega por la paz: así se trabaja en la reconciliación de las víctimas que viven en la capital». 7 de diciembre de 2023.

- Datos: Q26272198